# Вечеря на одного
«Вечеря на одного» або «Дев'яностий день народження» (англ. Dinner for One, або нім. Der 90. Geburtstag) — комедійний скетч, постановка німецького телеканалу NDR у 1963 році (мовою оригіналу англ.). Є невіддільним культовим атрибутом святкування Нового року в сучасній Німеччині. Постановка триває приблизно 18 хвилин.
Спочатку скетч було написано для англійського дуету: коміка Фредді Фрінтона (Freddie Frinton) та його партнерки Май Варден (May Warden).
Сам скетч був написаний британцем Лаурі Вайлі (Lauri Wylie).
Подія розгортається навколо міс Софі та її дворецького Джеймса. Героїня святкує свій День народження, але всі друзі, яких вона запросила на свято, давно померли і за столом сидить лише вона одна. Обов'язки неіснуючих гостей виконує дворецький.
Вперше фільм показали 8 березня 1963 року. 1988 року фільм відзначений записом у Книзі рекордів Гіннесса, як «телевізійна передача, яка повторювалася найбільшу кількість разів».